# Dinoland Zwolle

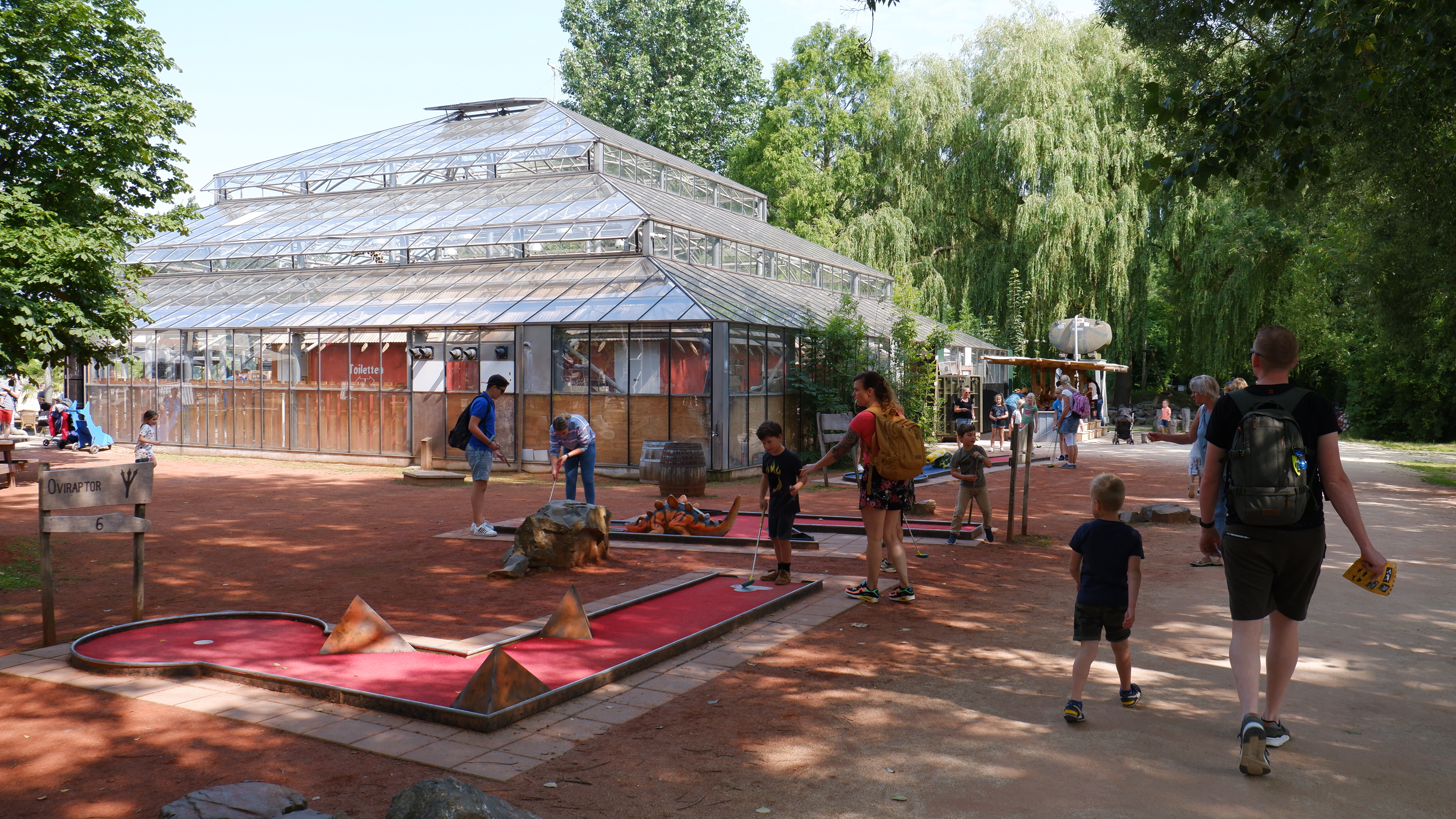
Minigolf und eines der Gebäude

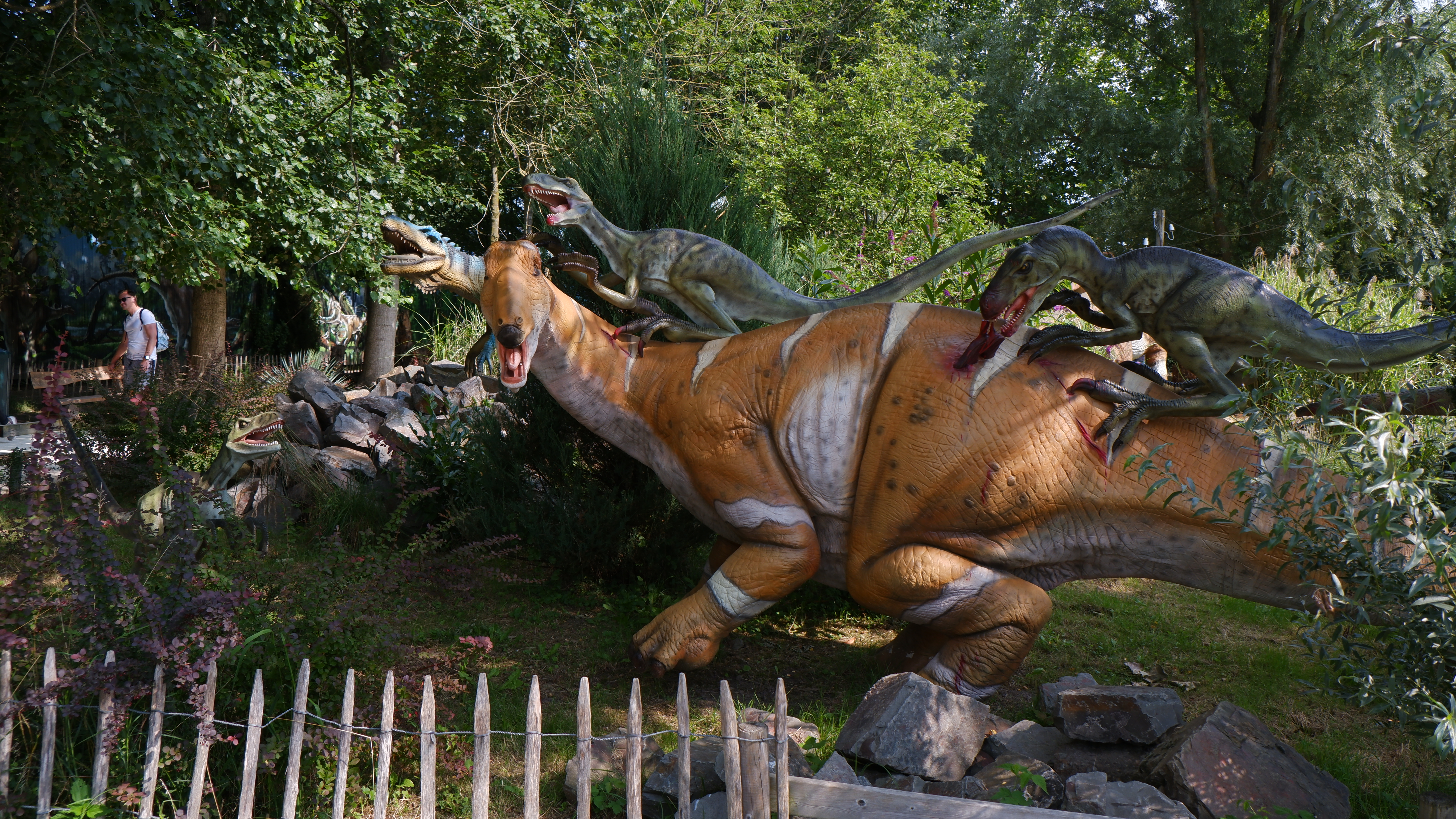
Dinosaurier-Statue

Dinoland Zwolle ist ein Themenpark in der niederländischen Stadt Zwolle (Provinz Overijssel). 
Der Spiel- und Mitmachpark umfasst einen Innen- und einen Außenbereich mit Spielgeräten und Dinosaurierstatuen. In den Innenräumen gibt es unter anderem ein kleines Theater mit einer Zeitreise-Show, Klettergerüste und ein Laboratorium, in dem man Edelsteine sucht. Der Park richtet sich vor allem an Kinder bis 14 Jahre. 
Am selben Ort befand sich zuvor Ecodrome. Im Jahr 2014 ist das Gebiet auf den heutigen Eigentümer Martyn Besselsen übergegangen. In der Eröffnungssaison 2016 hatte Dinoland knapp 100.000 Besucher. Im Jahr 2019 war der Park, laut einer Marktuntersuchung unter 800 Jugendlichen, der viertbeliebteste Park in den Niederlanden. Ein angeschlossenes Hostel ist im Bau. Die Corona-Pandemie kostete den Park etwa zwei Millionen Euro.

## Belege
1. ↑  Dinoland Zwolle in top 5 stoerste attractieparken. In: RTV Focus Zwolle, 19. August 2019, Abruf am 15. August 2021.
2. ↑  Dinoland Zwolle klaar voor heropening; themapark doorstaat coronacrisis. In: RTV Oost, 15. Mai 2021, Abruf am 15. August 2021.